# Teorema lui Pompeiu

Cazul când punctul P nu aparține cercului circumscris

Cazul când punctul P aparține cercului circumscris

În geometrie, teorema lui Pompeiu este următoarea afirmație: Fie triunghiul echilateral ABC, P un punct al planului ce nu aparține cercului circumscris triunghiului ABC. Atunci PA, PB, PC sunt lungimile laturilor unui triunghi.
Această proprietate a fost descoperită de matematicianul român Dimitrie Pompeiu în 1936, cu ajutorul numerelor complexe.

## Demonstrație

### Metoda I
Printr-o rotație de {\displaystyle 60^{\circ }} în jurul punctului C, A ajunge în B, iar P în P'.
Deoarece {\displaystyle \scriptstyle PC=P'C} și {\displaystyle \scriptstyle \angle PCP'\ =\ 60^{\circ }} rezultă că triunghiul PCP' este echilateral.
Se deduce de aici că triunghiul PBP' are laturile de lungimi PA, PB, PC.
În cazul când P se află pe cercul circumscris triunghiului, atunci punctele P, P', B sunt coliniare, în care caz lungimile PA, PB, PC formează un triunghi degenerat, cea mai mare dintre ele fiind suma celorlalte două.

### Metoda II
Deoarece triunghiul ABC este echilateral, se poate considera, fără a restrânge generalitatea, că afixele vârfurilor acestuia sunt rădăcinile cubice ale unității: {\displaystyle \varepsilon _{A},\varepsilon _{B},\varepsilon _{C}.}
Deoarece acestea sunt rădăcinile ecuației {\displaystyle x^{3}-1=0,} conform formulelor lui Viète:
{\displaystyle \varepsilon _{A}+\varepsilon _{B}+\varepsilon _{C}=0}
{\displaystyle \varepsilon _{A}^{2}+\varepsilon _{B}^{2}+\varepsilon _{C}^{2}=(\varepsilon _{A}+\varepsilon _{B}+\varepsilon _{C})^{2}-2(\varepsilon _{A}\cdot \varepsilon _{B}+\varepsilon _{B}\cdot \varepsilon _{C}+\varepsilon _{A}\cdot \varepsilon _{C})=0.}
Dacă {\displaystyle z\in \mathbb {C} } este afixul punctului P, atunci din relațiile de mai sus se deduce identitatea:
{\displaystyle \varepsilon _{A}(z-\varepsilon _{A})+\varepsilon _{B}(z-\varepsilon _{B})+\varepsilon _{C}(z-\varepsilon _{C})=0,}
de unde se deduce că modulul unui termen este mai mic sau egal decât suma modulelor celorlalte două.
Dar {\displaystyle |\varepsilon _{A}(z-\varepsilon _{A})|=|\varepsilon _{A}|\cdot |z-\varepsilon _{A}|=PA} (deoarece {\displaystyle |\varepsilon _{A}|=1}) și la fel: {\displaystyle |\varepsilon _{B}(z-\varepsilon _{B})|=PB,\;|\varepsilon _{C}(z-\varepsilon _{C})|=PC.}

## Generalizare
Teoremă.
Cu distanțele de la un punct din spațiu la vârfurile unui poligon regulat se poate forma un poligon.
Demonstrație.
Se ia ca origine centrul poligonului și axa reală trecând printr-un vârf.
Atunci afixele vârfurilor poligonului sunt rădăcinile ecuației binome: {\displaystyle x^{n}-1=0.}
Între rădăcinile acestei ecuații există relațiile (conform formulelor lui Viète):
{\displaystyle \varepsilon _{1}+\varepsilon _{2}+\cdots +\varepsilon _{n}=0,}
{\displaystyle \varepsilon _{1}^{2}+\varepsilon _{2}^{2}+\cdots +\varepsilon _{n}^{2}=(\sum _{i=1}^{n}\varepsilon _{i})^{2}-2\sum _{1\leq i<j\leq n}\varepsilon _{i}\varepsilon _{j}=0.}
Dacă {\displaystyle z\in \mathbb {C} } este afixul punctului P, atunci:
{\displaystyle \varepsilon _{1}(z-\varepsilon _{1})+\varepsilon _{2}(z-\varepsilon _{2})+\cdots +\varepsilon _{n}(z-\varepsilon _{n})=0}.
Rezultă că valoarea absolută a unui termen este mai mică decât suma valorilor absolute ale celorlalți termeni. Astfel s-a obținut teorema:
Cu distanțele unui punct din planul poligonului regulat la vârfurile acestuia se poate forma un poligon.
Fie acum {\displaystyle M} un punct în spațiu și {\displaystyle M_{1}} proiecția sa pe planul poligonului regulat {\displaystyle A_{1}A_{2}\cdots A_{n}}.
Fie h lungimea segmentului {\displaystyle MM_{1}} și {\displaystyle a_{1},a_{2},\cdots ,a_{n}} lungimile segmentelor {\displaystyle MA_{1},MA_{2},\cdots ,MA_{n}}. Există relațiile:
{\displaystyle b_{k}^{2}=a_{k}^{2}+h^{2},k=1,2,,\cdots ,n} (teorema lui Pitagora).
Fie {\displaystyle z_{k}=a_{k}+h{\dot {i}},k=1,2,\cdots ,n} un număr n de numere complexe.
Atunci:
{\displaystyle \sum _{k=1}^{n-1}|z_{k}|>\left|\sum _{k=1}^{n-1}z_{k}\right|}.